# Isaac Basulto
Isaac Basulto (6 de febrero de 1981) Cineasta, productor, programador y curador cinematográfico. Graduado en producción de cine y certificado en cinematografía en Los Ángeles, CA.
Las producciones en las que ha participado, han sido seleccionadas y exhibidas en más de 150 festivales internacionales de cine, incluyendo el Festival de San Sebastián (SSIFF), Festival Internacional de Cinema Fantàstic de Catalunya SITGES, Festival Internacional de Cine de Morelia FICM, Festival Internacional de Cine de Guadalajara FICG, Festival de Cannes, entre otros prestigiosos festivales.
Sus producciones han obtenido 4 nominaciones al premio Ariel de la Academia Mexicana de Artes y Ciencias Cinematográficas (AMACC), máximo galardón otorgado a los profesionales de la industria cinematográfica en México. Productor general de la película “Aztech” y ganador del premio Ariel de la AMACC en su 64 edición a Mejores Efectos Visuales. Productor de “Wheels” obra cinematográfica nominada al premio Ariel a Mejor Cortometraje de Ficción.
En sus producciones ha colaborado en coproducción de proyectos cinematográficos con organismos internacionales como los gobiernos de China, Quebec, Francia, Cuba, Argentina, además en México, en instituciones como el Instituto Mexicano de Cinematografía (IMCINE), Secretaría de Cultura de México (CONACULTA), ESTUDIOS CHURUBUSCO, Museo Universitario Arte Contemporáneo UNAM (MUAC), Universidad Nacional Autónoma de México (UNAM), Centro Nacional de las Artes (CENART), Universidad Iberoamericana, Agencia Espacial Mexicana. Algunas de sus producciones han tenido estreno comercial en cines de México, estrenos internacionales theatrical release en más de 20 países y han formado parte de los catálogos de plataformas como NETFLIX, iTunes y Amazon.
En sus producciones ha coproducido y colaborado con empresas como, NETFLIX Inc, VIDEOCINE, TELEVISA, AZTECA CINEMA - TV AZTECA, Mil Nubes Cine, CINECOLOR México, LCI seguros, CTT Exp & Rentals, New Art Digital, Art Kingdom, iP9 Studios, Quarry Studios, Mantarraya Producciones, Labo Digital, Los Güeros Films, Alebrije Producciones, M31 Medios, VFX Guys, Atko Films, Darkframe Digital, Render Farm Studios, entre otras y es director general de THE BASULTO COMPANY CINEMA ARTS ENTERTAINMENT S.A. DE C.V.
Ha participado como jurado evaluador para el Instituto Mexicano de Cinematografía (IMCINE) en diversas modalidades para otorgar apoyos a la producción, postproducción y distribución cinematográfica de calidad para los fondos FOCINE, EFICINE, etc. Ha colaborado como miembro del comité evaluador para PROIMÁGENES COLOMBIA (Consejo Nacional de las Artes y la Cultura en Cinematografía - CNACC de Colombia), en la Convocatoria del Fondo para el Desarrollo Cinematográfico 2021 en la modalidad de Producción de largometraje de ficción para primera película de director colombiano. Ha fungido como jurado para diversos festivales internacionales de cine.

## Filmografía
| Estreno              | Título                         | Puesto                                                     |
| -------------------- | ------------------------------ | ---------------------------------------------------------- |
| TBD (Postproducción) | La Piel Ajena                  | Productor/Productor Ejecutivo                              |
| TBD (Postproducción) | Poseído                        | Productor Asociado                                         |
| TBD (Postproducción) | Seré Breve Al Momento de Morir | Productor Ejecutivo                                        |
| 2020                 | Aztech - The Movie             | Productor/Productor Ejecutivo                              |
| 2020                 | Aniela                         | Productor/Productor Ejecutivo                              |
| 2014                 | México Bárbaro                 | Productor/Productor Ejecutivo (Segmento Siete Veces Siete) |

| Estreno | Título                                 | Puesto                          |
| ------- | -------------------------------------- | ------------------------------- |
| 2020    | La Última Cena                         | Productor                       |
| 2020    | Titor                                  | Productor Asociado              |
| 2019    | Acto de Fé                             | Productor Ejecutivo/Coproductor |
| 2019    | Campeón                                | Productor Ejecutivo/Coproductor |
| 2019    | ELEL, una prueba                       | Productor Ejecutivo/Coproductor |
| 2019    | El Guardián de la Cueva                | Coproductor                     |
| 2019    | Entre Cruces y Cristos                 | Productor Ejecutivo/Coproductor |
| 2019    | En Vida o Muerte                       | Productor Ejecutivo/Coproductor |
| 2019    | Matías                                 | Productor Ejecutivo/Coproductor |
| 2019    | Hechizo                                | Productor Ejecutivo/Coproductor |
| 2018    | Bola Negra                             | Productor Ejecutivo/Coproductor |
| 2018    | Cenizas                                | Productor Ejecutivo/Coproductor |
| 2018    | Citadel                                | Productor Ejecutivo/Coproductor |
| 2018    | Después de las rieles                  | Productor Ejecutivo/Coproductor |
| 2018    | Entre Islas                            | Productor Ejecutivo/Coproductor |
| 2018    | Huipil                                 | Productor Ejecutivo/Coproductor |
| 2018    | Quiero ser como tú                     | Productor Ejecutivo/Coproductor |
| 2018    | Espuma de Mar                          | Coproductor                     |
| 2017    | Nictofobia                             | Productor Ejecutivo/Productor   |
| 2017    | El Silencio                            | Productor Ejecutivo/Coproductor |
| 2017    | El Fin                                 | Productor                       |
| 2017    | Brother Sukum                          | Coproductor                     |
| 2017    | Chocolate con Crema                    | Coproductor                     |
| 2017    | El Silencio de las Palabras            | Coproductor                     |
| 2017    | Las Mujeres que veían                  | Coproductor                     |
| 2017    | Los Filmmakers                         | Coproductor                     |
| 2016    | Causas Corrientes de un Cuadro Clínico | Coproductor                     |
| 2016    | Rotbart                                | Productor Ejecutivo/Productor   |
| 2016    | La belle mere                          | Productor Asociado              |
| 2015    | Plastik Luv                            | Productor Ejecutivo/Productor   |
| 2015    | Dos Días de Suerte                     | Productor Ejecutivo/Productor   |
| 2014    | El Guion                               | Productor                       |
| 2013    | Vidas en Movimiento                    | Productor                       |
| 2012    | Papi Florida                           | Productor Asociado              |
| 2011    | Jet Lag                                | Productor Asociado              |
| 2011    | Post                                   | Productor Asistente             |
| 2010    | La femme qui pleure                    | Productor Asociado              |

Director de programación y productor general de SHORTS MÉXICO–Festival Internacional de Cortometrajes de México, único festival internacional exclusivo de cortometrajes en la República Mexicana, y reconocido como el festival de cortometrajes más grande de América Latina. Ha realizado la curaduría de ciclos y programas cinematográficos para la Cineteca Nacional (México), Museo Nacional de Arte (MUNAL), Centro Cultural Universitario de la UNAM (CCU UNAM), Filmoteca de la UNAM, Centro de Cultura Digital (CCD), Biblioteca Vasconcelos, Festival Internacional de Cine de Guadalajara FICG Short Up, Festival Internacional de Cine de Mérida y Yucatán (FICMY), MEXICORTOS Casa de México en España. Productor responsable de los premios de SHORTS MÉXICO, para el fomento de la producción de cine de calidad en formato de cortometraje, otorgando más de dos millones de pesos en servicios de producción por cada edición.

## Shorts México y Producciones
Es responsable de la COMPETENCIA DE PITCHING - SHORTS MÉXICO desde su creación, donde se entrega el premio más completo a nivel latinoamericano otorgado por un festival internacional cinematográfico, para la producción de cine de calidad en formato de cortometraje. Esta convocatoria cuenta con la participación de algunas de las empresas de servicios cinematográficos más grandes en América Latina como ESTUDIOS CHURUBUSCO. Jefe de la plataforma de Industria, del Festival Internacional se Cine de Mérida y Yucatán (FICMY), de 2015 a 2019 donde se otorgaron más de dos millones de pesos por cada edición, en premios para la COMPETENCIA DE PITCHING Y CARPETA DE PRODUCCIÓN, en colaboración con empresas como CTT EXP & RENTALS, LCI SEGUROS, NEW ART DIGITAL y VFX Guys, etc.
Ha programado para diversos festivales internacionales e instituciones culturales de más de 15 países como Japón, Francia, China, España, Brasil, Chile, Estados Unidos, Panamá, Italia, Austria, Polonia, etc. Su trabajo como curador de cine, ha sido mostrado internacionalmente en instituciones culturales de diversos países y festivales internacionales
Productor Ejecutivo responsable del largometraje CUATRO LUNAS (Director Sergio Tovar Velarde), con estreno comercial en cines de México en el año 2015, estreno internacional en más de 15 países, incluyendo las plataformas NETFLIX, iTunes y Amazon. Película nominada al premio Ariel de la Academia Mexicana de Artes y Ciencias Cinematográficas (AMACC) por Coactuación Masculina. Nominada al prestigioso San Sebastiane Latino en el marco de la 62 edición del Festival Internacional de Cine de San Sebastián SSIFF, como una de las cinco mejores producciones latinoamericanas de diversidad. Ganadora del Premio del Público del Image + Nation Festival Cinema LGBT Montreal, ganadora al Mejor Largometraje Mexicano de Ficción en el FIC Monterrey y Ganadora al Mejor Largometraje Mexicano en el Festival Internacional de Cine de Mérida y Yucatán (FICMY). Ganadora a Mejor Largometraje de Ficción en el Festival Internacional de Cine El Lugar Sin Límites, de Ecuador, entre otras selecciones y premios. Fue declarada “la Mejor Película Gay del Año” por OUT MAGAZINE, la editorial LGBTQ+ con mayor circulación en los Estados Unidos.
Participó como productor en el largometraje  ̈MÉXICO BÁRBARO ̈, segmento  ̈SIETE VECES SIETE ̈, considerada entre las 10 mejores películas de cine fantástico de la edición 47 del Festival Internacional de Cinema Fantàstic de Catalunya SITGES. Con la participación de los directores Jorge Michel Grau, Isaac Ezban, Edgar Nito, Gigi Saúl Guerrero, Ulises Guzmán, Lex Ortega.
Es productor general de la Antología Mexicana de Ciencia Ficción “AZTECH” donde participan los directores Gigi Saúl Guerrero, Rodrigo Ordoñez, Alejandro Molina, J. Xavier Velasco, Leopoldo Laborde, Francisco Laresgoiti, Ulises Guzmán, Fernando Campos, Jaime Jasso y Jorge Malpica. Producción cinematográfica de ciencia ficción que obtuvo 2 nominaciones al premio Ariel de la AMACC, en su edición 64, por Mejores Efectos Visuales y Mejores Efectos Especiales, ganando el premio Ariel por Mejores Efectos Visuales.
Productor de los largometrajes  ̈SERE BREVE AL MOMENTO DE MORIR ̈,  ̈ANIELA ̈,  ̈LA PIEL AJENA ̈,  ̈LA VIDA DE GOLPE ̈. Se ha desempeñado como productor responsable de más de 80 cortometrajes, 7 largometrajes, entre ellos 4 operas primas de ficción y un largometraje documental. Se ha desempeñado como Coordinador de Producción para diversas producciones cinematográficas como la película  ̈EL GUAU ̈ original de NETFLIX Inc, en colaboración con CORAZÓN FILMS. 

## Colaboraciones Y Logros
Ha colaborado en diversos festivales de cine como productor general, asesor, consultor y programador cinematográfico. Fue productor general del Feratum Film Fest (FERATUM) de 2014 a 2017. Ha sido invitado a TEDx Talks México, presentando la ponencia  ̈Cinema, un poderoso instrumento transformador ̈. Es Diplomado Expositor del Patrimonio Mexicano por la Universidad Nacional Autónoma de México (UNAM) y el Instituto de Investigaciones Antropológicas de la UNAM.En producciones del cine independiente Norteamericano de Hollywood, se desempeñó como fotógrafo de fijas, donde algunas de sus fotografías se convirtieron en pósteres para películas. Participó en el departamento de cámara (cinefotografía), como 1st AC and 2nd AC. Colaboró en el área de gerencia de producción y participó como Key set production assistant.
En Estados Unidos y México, realizó estudios en dirección, guion, producción, crítica y análisis cinematográfico y televisivo, adaptación de literatura a cine y formación en formatos de cámaras cinematográficas profesionales en la University of California, Los Angeles Ext. (UCLA).